# Zsuzsanna Laky
Zsuzsanna Laky, née le 17 avril 1984 à Nagykanizsa (Zala), en Hongrie, est un mannequin hongrois. Elle est Miss Hongrie 2002 et Miss Europe 2003.

## Biographie
En 2000, Zsuzsanna Laky, est élue Miss Zala, du nom d'un département de l'ouest de la Hongrie.
Après avoir été élue Miss Hongrie en 2002, elle représente son pays au concours de Miss Europe, qui se tient à Nogent-sur-Marne, en France, et le gagne. Elle devient ainsi la deuxième Miss Hongrie à remporter ce concours, après Elisabeth Simon, en 1929.

## Résumé des titres
- 2000 : Miss Zala
- 2002 : Miss Hongrie
- 2003 : Miss Europe